# خيسوس لاندابورو
خيسوس اندابورو ساجييلو (بالإسبانية: Jesús Landáburu)‏ هو لاعب كرة قدم إسباني معتزل (من مواليد 24 يناير 1955 في خواردو، بالنسيا) وكان خيسوس يلعب كلاعب خط وسط دفاعي (ارتكاز) .

## مسيرته الكروية
بدأ اندابورو مسيرته الكروية بعدما لعب لنادي بلد الوليد في سن ال 17 سنة، مما جعله يتمتع برؤية ميدانية ومهارات عالية وسريعة خلال دوري الدرجة الثانية الإسباني .
وشارك أندابورو لأول مرة في دوري الدرجة الأولى الإسباني مع نادي رايو فاليكانو وكان هذا في موسم 1977-1978 ، والمساهمة في وضع النادي في مركز متواضع في الدوري . وبعد ذلك وقع أندابورو مع نادي برشلونة .
نال اندابورو أول لقب له خلال مسيرته في عام 1981 مع نادي برشلونة، عندما فاز معه بكأس ملك إسبانيا ، ولكن بعد موسمين من قيادة المدرب الألماني أودو لاتيك لنادي برشلونة، تم إقالته من النادي واستبداله بمدرب جديد .
وقع أندابورو عقداً مع نادي أتلتيكو مدريد الإسباني، ولعب معهم ما يقارب الست مواسم وهو ما يعادل 300 مباراة رسمية مع الأتلتكو .
وبعد ذلك وفي عام 1987-1988 ، أعتزل أندابورو كرة القدم في سن الـ 33 سنة بعد مشاكل مع رئيس نادي أتلتكو مدريد خيسوس جيل .

## مسيرته الدولية
لعب أندابورو مباراة دولية واحدة لمنتخب بلاده إسبانيا، وكانت تجمع بين منتخب بلاده ومنتخب هولندا في 23 يناير 1980 وانتهت النتيجة (1-0) بفوز المنتخب الإسباني .

## إنجازاته
مع النوادي
برشلونة
كأس الاتحاد الأوروبي للأندية أبطال الكؤوس : 1981-82
الدوري الأسباني لكرة القدم : 1980-1981
اتلتيكو مدريد
الدوري الأسباني لكرة القدم : 1984-1985
كأس السوبر الإسباني : 1985
كأس الاتحاد الأوروبي للأندية أبطال الكؤوس (الوصيف) : الوصيف 1985-86

## وصلات خارجية
- معلومات عن اللاعب
- منتخب إسبانيا (بالإسبانية)
- خيسوس لاندابورو على موقع الاتحاد الأوربي (الإنجليزية)
- خيسوس لاندابورو على موقع قاعدة بيانات كرة القدم.إي يو (الإنجليزية)
- خيسوس لاندابورو على موقع ناشيونال فوتبول تيمز (الإنجليزية)